# Alessandro Baricco
Alessandro Baricco (n. 25 ianuarie 1958, Torino, Italia) este un scriitor italian contemporan, licențiat în filozofie, autor de romane, eseuri, piese de teatru și scenarii de film. 
Cea mai cunoscută operă a lui Baricco este proza scurtă Novecento. Un monolog, care a stat la baza filmului Legenda pianistului de pe ocean (1998), regizat de Giuseppe Tornatore. 
Alessandro Baricco a vizitat România pentru prima dată pe 18 mai 2016, când a participat la lansarea celui mai recent roman al său, Mireasă tânără (Ed. Humanitas, trad. Gabriela Lungu).

## Opera

### Romane
- Castelli di rabbia (Castele de furie), Rizzoli, 1991, Tascabili Bompiani, 1994; traducere în limba română: Humanitas Fiction, București, 2007
- Oceano Mare (Ocean mare), Rizzoli, 1993; traduceri în limba română: Ed. Polirom, 2003 și Ed. Univers, 2015.
- Seta (Mătase), Rizzoli, 1996; traducere în limba română:
- City (City), Rizzoli, 1999; traducere în limba română: Ed. Univers, 2014.
- Constellations, 1999.
- Senza sangue (Fără sânge), Rizzoli, 2002; traducere în limba română: Ed. Polirom, 2004.
- Questa storia (O poveste), Fandango, 2005; traducere în limba română: Ed. Polirom, 2011.
- Emmaus (Emaus), Feltrinelli, 2009; traducere în limba română: Humanitas Fiction, 2012.
- Mr Gwyn (Mr Gwyn), Feltrinelli, 2011; traducere în limba română: Humanitas Fiction, 2012.
- Tre volte all'alba (De trei ori în zori), Feltrinelli, 2012; traducere în limba română: Humanitas Fiction, 2015.
- Smith & Wesson, Feltrinelli 2014.
- La Sposa giovane (Mireasa tânără), Feltrinelli, 2015; traducere în limba română: Humanitas Fiction, 2016.
- Istoria lui Don Juan - Repovestire de Alessandro Baricco, Ed. Curtea Veche, 2017. ISBN 978-606-588-821-0

### Proză scurtă
- Il libro diVino. Una raccolta di sei racconti brevi scritti da Alessandro Baricco et al. (Cartea DiVin(ă). O culegere de șase povestiri scurte scrise de Alessandro Baricco), Priuli & Verlucca, Ivrea, 1985.
- La sindrome Boodman (Sindromul Boodman), 1997.

### Piese de teatru
- Novecento. Un monologo (Novecento. Un monolog), Giangiacomo Feltrinelli Editore, Milano, 1994; traducere în limba română: Humanitas, 2002 și Humanitas Fiction, 2013.

Ocean Mare (1993)
La misteriosul han Altmayer dim Franța, așezat pe un promontoriu cu fața la mare, sunt cazați șase oaspeți: profesorul Bartleboom (prins în lucrul unei encicolpedii a limitelor, venit să studieze unde se termină și unde începe marea), pictorul Plasson (autorul a zeci de pânze albe, intitulate „Ocean-mare”, pictate cu apă de mare), Ann Deverià (trimisă aici de soțul ei ca să își uite amantul), Elisewin (fiica baronului Carewall, venită să își vindece spaima de viață), părintele Pluche (însoțitorul ei) și Adams (supraviețuitorul unui naufragiu încheiat printr-un canibalism feroce, a cărui oroare a făcut înconjurul lumii). Hanul, care îi ademenește și îi înspăimântă pe musafiri, în același timp, este stăpânit de patru copii cu aură vrăjitorească - Dood, Ditz, Dol, Dira.
Distribuția de lunatici și lucizi a acestei istorii se despletește cu încetinitorul, într-un lirism gotic, care amestecă suflul obsedant al mării cu obsesiile oaspeților. În paginile pline de poezie ale cărții, găsim scena unei crize de râs homerice, căreia îi cade victimă profesorul Bartleboom și întreg satul în care el se află, și o descriere irespirabilă a sângerosului episod de antropogafie din care a scăpat Adams. (Ed. Polirom, 2003. Ed. Univers, 2015. Trad. Adrian Popescu).
Mătase (1996)
La jumătatea secolului XIX, Hervé Joncour, fiul primarului din Lavilledieu - un sat închipuit din sudul Franței, renunță la cariera militară pentru care fusese educat și se apucă de negoțul cu ouă de viermi de mătase.
Curând, molimile care atacă larvele, paralizând sericicultura din Europa și împrejurimile ei, îl obligă să ia calea Japoniei ca să își mențină comerțul. Cunoaște aici un contrabandist care trăiește în lux și pe metresa acestuia, de o frumusețe răpitoare, care ajunge să îl obsedeze. Există, spune autorul, un fel de dragoste în stare să scoată „o viață din țâțâni”. (Ed. Polirom, 2003, Ed. Humanitas, 2015. Trad. Adrian Popescu).
„La celălalt capăt al satului, se ghicea reședința lui Hara Kei, ceva mai înaltă decât casele din jur, dar înconjurată de cedri uriași, ocrotindu-i solitudinea. Hervé Joncour o privea ca și cum nu ar fi existat nimic altceva la orizont. Așa observă, în fine, pe neașteptate, cerul de deasupra reședinței, pătându-se de zborul sutelor de păsări ce păreau expulzate de pământ, zburătoare de toate felurile, mirate, fugind peste tot, înnebunite, cântând și țipând, pirotehnică explozie de aripi, și un nor de culori explodând în lumină, și de sunete, înspăimântătoare, izbucnind în cer. Hervé Joncour surâse”.  (Capitolul 32, Ed. Humanitas, 2015).
Mr. Gwyn (2011)
Jasper Gwyn, un scriitor londonez, aflat la a treia carte, hotărăște, într-o bună zi, să își abandoneze meseria. După o perioadă de rătăcire, în care își caută o nouă vocație, se decide să se specializeze în scrierea de portrete. Texte literare care să oglindească eul unor persoane particulare, dispuse să îi pozeze, gol-goluțe, timp de 30 de zile, într-un garaj iluminat fantezist. Contrar așteptărilor, afacerea înflorește, iar Mr Gwyn este nevoit să își angajeze o secretară care să îi trieze clienții. Apăruți de cine stie unde, aceștia plătesc 15.000 de lire sterline pentru a fi portretizați și, odata ce își citesc descrierea, îi rămân autorului recunoscători pe vecie. Cele cinci-șase pagini în care fostul scriitor le comprimă ființa reușesc - dupa cum constata ei înșiși - să îi întoarcă, în sens profund, „acasă”. (Ed. Humanitas, 2011. Trad. Gabriela Lungu).